# Liste der Monuments historiques im 12. Arrondissement (Paris)
Die Liste der Monuments historiques im 12. Arrondissement (Paris) führt die Monuments historiques im 12. Arrondissement der französischen Hauptstadt Paris auf.

## Liste der Bauwerke
| Bezeichnung                                              | Beschreibung | Standort                                                | Kennzeichnung | Schutzstatus | Datum | Bild |
| -------------------------------------------------------- | ------------ | ------------------------------------------------------- | ------------- | ------------ | ----- | ---- |
| Barrière du Trône                                        |              | Place de la Nation (Lage)                               | PA00086560    | Classé       | 1907  |      |
| Bastion no 1                                             |              | 117bis boulevard Poniatowski (Lage)                     | PA00086561    | Inscrit      | 1970  |      |
| Bäckerei                                                 |              | 2 rue Émilio-Castelar (Lage)                            | PA00086562    | Inscrit      | 1984  |      |
| Bäckerei                                                 |              | 19 rue Montgallet (Lage)                                | PA00086563    | Inscrit      | 1984  |      |
| Caserne des Mousquetaires Noirs                          |              | Hôpital des Quinze-Vingts, 26 (Lage)                    | PA00086564    | Inscrit      | 1976  |      |
| Metzgerei                                                |              | 4bis rue Parrot (Lage)                                  | PA00086566    | Inscrit      | 1984  |      |
| Schloss Vincennes                                        |              | Bois de Vincennes (Lage)                                | PA00086567    | Classé       | 1993  |      |
| Cimetière de Picpus                                      |              | 35 rue de Picpus (Lage)                                 | PA75120002    | Inscrit      | 1998  |      |
| École Saint-Michel-de-Picpus                             |              | 41 boulevard de Picpus (Lage)                           | PA00133011    | Inscrit      | 1994  |      |
| Métroeingang von Hector Guimard der Station Bastille     |              | Rue de Lyon, transferiert boulevard Beaumarchais (Lage) | PA00086576    | Inscrit      | 2016  |      |
| Métroeingang von Hector Guimard der Station Daumesnil    |              | Place Félix-Éboué (Lage)                                | PA00086577    | Inscrit      | 2016  |      |
| Métroeingang von Hector Guimard der Station Gare de Lyon |              | Boulevard Diderot (Lage)                                | PA00086578    | Inscrit      | 2016  |      |
| Métroeingang von Hector Guimard der Station Nation       |              | Place de la Nation, boulevard Diderot (Lage)            | PA00086579    | Inscrit      | 2016  |      |
| Métroeingang von Hector Guimard der Station Nation       |              | Place de la Nation, avenue Dorian (Lage)                | PA00086580    | Inscrit      | 2016  |      |
| Métroeingang von Hector Guimard der Station Picpus       |              | Avenue de Saint-Mandé (Lage)                            | PA00086581    | Inscrit      | 2016  |      |
| Église du Saint-Esprit                                   |              | 186 Avenue Daumesnil (Lage)                             | PA00086569    | Inscrit      | 1979  |      |
| Notre-Dame-de-la-Nativité de Bercy                       |              | Place Lachambeaudie (Lage)                              | PA00086568    | Inscrit      | 1982  |      |
| Entrepôts de Bercy                                       |              | (Lage)                                                  | PA00086565    | Inscrit      | 1986  |      |
| Fondation Eugène-Napoléon                                |              | 254 rue du Faubourg-Saint-Antoine (Lage)                | PA75120001    | Inscrit      | 1997  |      |
| Gare de Lyon                                             |              | (Lage)                                                  | PA00086570    | Inscrit      | 1984  |      |
| Hôpital Saint-Antoine                                    |              | (Lage)                                                  | PA00086571    | Inscrit      | 1962  |      |
| Hospice Saint-Michel                                     |              | 35 avenue Courteline (Lage)                             | PA00086572    | Inscrit      | 1929  |      |
| Institut international bouddhique                        |              | Bois de Vincennes (Lage)                                | PA00086582    | Inscrit      | 1975  |      |
| Jardin tropical de Paris                                 |              | Bois de Vincennes (Lage)                                | PA00086585    | Inscrit      | 1994  |      |
| Lavoir du marché Lenoir                                  |              | 7, 9 rue de Cotte (Lage)                                | PA00086574    | Inscrit      | 1988  |      |
| ehemaliges Magasin de meubles Gouffé                     |              | 46, 48 rue du Faubourg-Saint-Antoine (Lage)             | PA00125444    | Inscrit      | 1992  |      |
| Marché Beauvau                                           |              | Place d’Aligre (Lage)                                   | PA00086575    | Inscrit      | 1982  |      |
| Palais de la Porte Dorée                                 |              | 293 avenue Daumesnil (Lage)                             | PA00086583    | Classé       | 1987  |      |
| Pavillon de l’ancienne douane                            |              | 139 rue de Bercy (Lage)                                 | PA00086586    | Inscrit      | 1962  |      |
| Pavillon de la barrière d’eau                            |              | 10 quai de la Rapée (Lage)                              | PA00086586    | Inscrit      | 1962  |      |
| Pavillon de chasse du duc de Guise                       |              | 99bis, 101 rue de Reuilly (Lage)                        | PA00086587    | Inscrit      | 1938  |      |
| Pyramide du bois de Vincennes                            |              | Bois de Vincennes (Lage)                                | PA00086584    | Classé       | 1946  |      |
| Le Train Bleu                                            |              | Gare de Lyon (Lage)                                     | PA00086570    | Classé       | 1972  |      |
| Viaduc d’Austerlitz                                      |              | (Lage)                                                  | PA00086589    | Inscrit      | 1986  |      |

## Liste der Objekte
- Monuments historiques (Objekte) in Paris in der Base Palissy des französischen Kultusministeriums